# Eugenio Sbarbaro

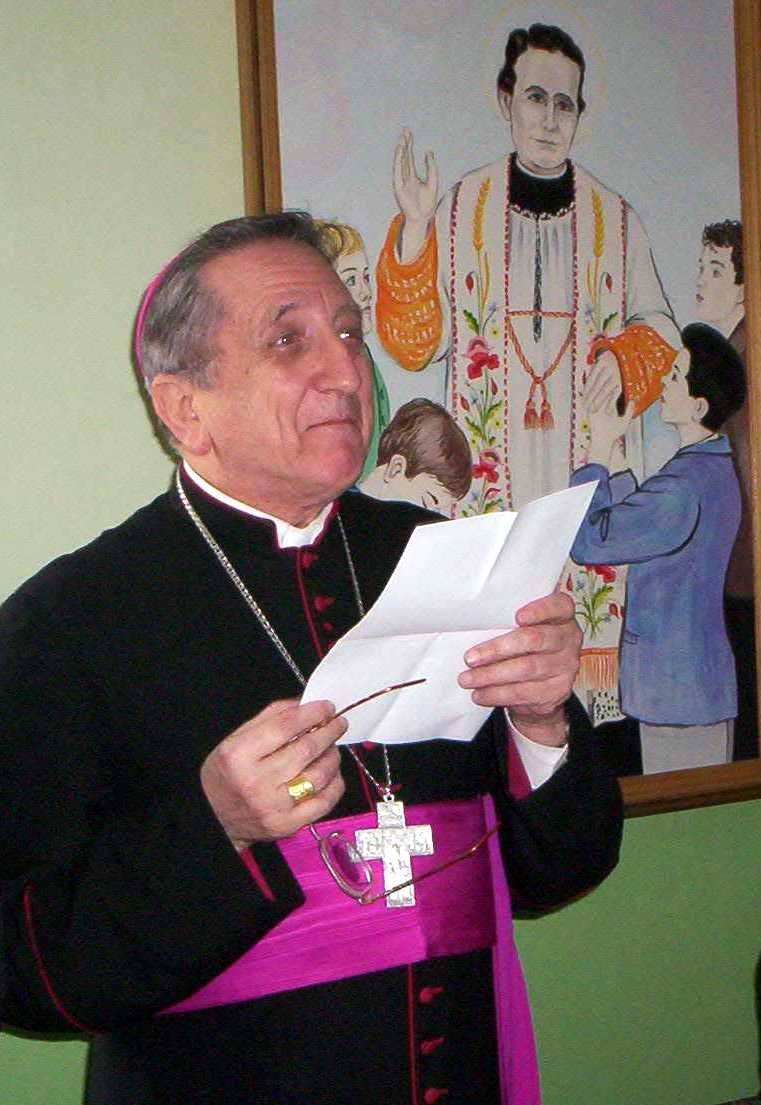
Nuntius Eugenio Sbarbaro in Mužlja am 31. Januar 2009

Eugenio Sbarbaro (* 3. Juli 1934 in Belpiano di Borzonasca, Provinz Genua, Italien) ist ein ehemaliger Diplomat des Heiligen Stuhls.

## Leben
Eugenio Sbarbaro empfing am 11. Juni 1960 die Priesterweihe.
Papst Johannes Paul II. ernannte ihn am 14. September 1985 zum Titularerzbischof von Tiddi sowie zum Apostolischen Pro-Nuntius in Malawi und Sambia. Die Bischofsweihe spendete ihm Kardinalstaatssekretär Agostino Casaroli am 19. Oktober desselben Jahres; Mitkonsekratoren waren Pio Laghi, Apostolischen Pro-Nuntius in den Vereinigten Staaten von Amerika, und James Aloysius Hickey, Erzbischof von Washington.
Am 7. Februar 1991 berief ihn Johannes Paul II. zum Apostolischen Nuntius in Bahamas, Barbados, Dominica, Jamaika, Grenada, Saint Vincent und die Grenadinen und Saint Lucia ernannt, zusätzlich am 13. Juli 1994 zum Apostolischen Nuntius in Suriname, zusätzlich am 26. August 1997 zum Apostolischen Nuntius in Guyana und zusätzlich am 23. Oktober 1999 zum Apostolischen Nuntius in Saint Kitts und Nevis. Am 26. April 2000 ernannte ihn Johannes Paul II. zum Apostolischen Nuntius in Jugoslawien.
Papst Benedikt XVI. berief ihn am 19. Juni 2006 zum Apostolischen Nuntius in Serbien und nahm am 8. August 2009 sein aus Altersgründen vorgebrachtes Rücktrittsgesuch an.